# FIS Team Tour
FIS Team Tour – zawody w skokach narciarskich rozgrywane w latach 2009–2013 w ramach Pucharu Świata, składający się zarówno z konkursów indywidualnych, jak i drużynowych. Rozgrywany był od 2009 roku na wzór Turnieju Czterech Skoczni i Turnieju Nordyckiego, jednakże prowadzono wyłącznie klasyfikację drużynową. Impreza odbywała się na niemieckich skoczniach: Mühlenkopfschanze (Willingen), Vogtland Arena (Klingenthal) oraz skoczni im. Heiniego Klopfera (Oberstdorf). FIS Team Tour był rozgrywany w połowie lutego każdego roku (lub na przełomie stycznia i lutego)

## Pomysł i powstanie turnieju
Pomysłodawcami FIS Team Tour byli przedstawiciele klubów SC Willingen, VSC Klingenthal, oraz SC Oberstdorf. Jego realizacja podniosła rangę i widowiskowość konkursów drużynowych, mających wcześniej mniejszą popularność od zmagań indywidualnych.
Dodatkowym atutem tych klubów miało być następowanie po sobie konkursów Pucharu Świata w tych miastach w prowizorycznym kalendarzu na sezon 2008/09. Impreza przyjęła się jednak z dezaprobatą ze strony Niemieckiego Związku Narciarskiego (DSV). Po długich namowach klubów związek ostatecznie zgodził się na start imprezy. Po wysłaniu odpowiednich dokumentów do FIS-u, turniej został oficjalnie zatwierdzony w kalendarzu Pucharu Świata w skokach narciarskich 2008/2009.

## Zasady
Konkursy FIS Team Tour zaliczane są do klasyfikacji Pucharu Świata w skokach narciarskich. W związku z tym zasady rozgrywania poszczególnych zawodów są identyczne, jak podczas innych konkursów tej rangi. W trakcie kwalifikacji przed każdym z konkursów indywidualnych wyłanianych będzie 50 zawodników (40 za sprawą kwalifikacji + 10 najlepszych skoczków w klasyfikacji Pucharu Świata) lub 40 (na skoczni mamuciej). Zawodnicy oddają skok w pierwszej serii. Najlepszych trzydziestu z nich wystartuje w serii drugiej i zdobywa punkty Pucharu Świata.
Do konkursu drużynowego przystąpią wszystkie drużyny zgłoszone do zawodów. Do drugiej serii awansuje osiem najlepszych ekip na półmetku rywalizacji.
Do klasyfikacji FIS Team Tour, w przeciwieństwie do klasyfikacji Pucharu Świata, zalicza się punkty zdobyte w zawodach, tj. za odległość i styl skoku. Identyczna sytuacja ma miejsce podczas Turnieju Czterech Skoczni i Turnieju Nordyckiego. Zliczane są zarówno noty reprezentacji z konkursów drużynowych, jak i również dwóch najlepszych zawodników reprezentujących dany kraj w zmaganiach indywidualnych.

## Triumfatorzy

### Podium poszczególnych konkursów FIS Team Tour
| Lp.                | Data               | Miejscowość        | Skocznia                     | HS                 | Uwagi              | 1. miejsce                                                                          | 2. miejsce                                                                          | 3. miejsce                                                                          |
| FIS Team Tour 2009 | FIS Team Tour 2009 | FIS Team Tour 2009 | FIS Team Tour 2009           | FIS Team Tour 2009 | FIS Team Tour 2009 | FIS Team Tour 2009                                                                  | FIS Team Tour 2009                                                                  | FIS Team Tour 2009                                                                  |
| ------------------ | ------------------ | ------------------ | ---------------------------- | ------------------ | ------------------ | ----------------------------------------------------------------------------------- | ----------------------------------------------------------------------------------- | ----------------------------------------------------------------------------------- |
| 1.                 | 7 lutego 2009      | Willingen          | Mühlenkopfschanze            | HS-145             | druż.              | Austria                                                                             | Norwegia                                                                            | Finlandia                                                                           |
| 2.                 | 7 lutego 2009      | Willingen          | Mühlenkopfschanze            | HS-145             | ind.               | Gregor Schlierenzauer                                                               | Simon Ammann                                                                        | Noriaki Kasai                                                                       |
| 3.                 | 11 lutego 2009     | Klingenthal        | Vogtland Arena               | HS-140             | ind.               | Gregor Schlierenzauer                                                               | Anders Jacobsen                                                                     | Wolfgang Loitzl                                                                     |
| 4.                 | 14 lutego 2009     | Oberstdorf         | Heini-Klopfer-Skiflugschanze | HS-213             | ind.               | Harri Olli                                                                          | Anders Jacobsen                                                                     | Johan Remen Evensen                                                                 |
| 5.                 | 15 lutego 2009     | Oberstdorf         | Heini-Klopfer-Skiflugschanze | HS-213             | druż.              | Finlandia                                                                           | Rosja                                                                               | Austria                                                                             |
| FIS Team Tour 2010 |                    |                    |                              |                    |                    |                                                                                     |                                                                                     |                                                                                     |
| 6.                 | 30 stycznia 2010   | Oberstdorf         | Heini-Klopfer-Skiflugschanze | HS-213             | druż.              | Austria                                                                             | Norwegia                                                                            | Finlandia                                                                           |
| 7.                 | 31 stycznia 2010   | Oberstdorf         | Heini-Klopfer-Skiflugschanze | HS-213             | ind.               | Anders Jacobsen                                                                     | Robert Kranjec                                                                      | Johan Remen Evensen                                                                 |
| 8.                 | 3 lutego 2010      | Klingenthal        | Vogtland Arena               | HS-140             | ind.               | Simon Ammann                                                                        | Adam Małysz                                                                         | Gregor Schlierenzauer                                                               |
| 9.                 | 6 lutego 2010      | Willingen          | Mühlenkopfschanze            | HS-145             | ind.               | Gregor Schlierenzauer                                                               | Anders Jacobsen                                                                     | Michael Neumayer                                                                    |
| 10.                | 7 lutego 2010      | Willingen          | Mühlenkopfschanze            | HS-145             | druż.              | Niemcy                                                                              | Norwegia                                                                            | Austria                                                                             |
| FIS Team Tour 2011 |                    |                    |                              |                    |                    |                                                                                     |                                                                                     |                                                                                     |
| 11.                | 29 stycznia 2011   | Willingen          | Mühlenkopfschanze            | HS-145             | druż.              | Austria                                                                             | Niemcy                                                                              | Polska                                                                              |
| 12.                | 30 stycznia 2011   | Willingen          | Mühlenkopfschanze            | HS-145             | ind.               | Severin Freund                                                                      | Martin Koch                                                                         | Simon Ammann                                                                        |
| 13.                | 2 lutego 2011      | Klingenthal        | Vogtland Arena               | HS-140             | ind.               | Kamil Stoch                                                                         | Thomas Morgenstern                                                                  | Simon Ammann                                                                        |
| 14.                | 5 lutego 2011      | Oberstdorf         | Heini-Klopfer-Skiflugschanze | HS-213             | ind.               | Martin Koch                                                                         | Tom Hilde                                                                           | Gregor Schlierenzauer                                                               |
| 15.                | 6 lutego 2011      | Oberstdorf         | Heini-Klopfer-Skiflugschanze | HS-213             | druż.              | Austria                                                                             | Norwegia                                                                            | Finlandia                                                                           |
| FIS Team Tour 2012 |                    |                    |                              |                    |                    |                                                                                     |                                                                                     |                                                                                     |
| 16.                | 11 lutego 2012     | Willingen          | Mühlenkopfschanze            | HS-145             | druż.              | Norwegia                                                                            | Austria                                                                             | Niemcy                                                                              |
| 17.                | 12 lutego 2012     | Willingen          | Mühlenkopfschanze            | HS-145             | ind.               | Anders Bardal                                                                       | Roman Koudelka                                                                      | Daiki Itō                                                                           |
| 18.                | 15 lutego 2012     | Klingenthal        | Vogtland Arena               | HS-140             | ind.               | Konkurs odwołano i przeniesiono na 16 lutego, lecz wówczas również został odwołany. | Konkurs odwołano i przeniesiono na 16 lutego, lecz wówczas również został odwołany. | Konkurs odwołano i przeniesiono na 16 lutego, lecz wówczas również został odwołany. |
| 18.                | 18 lutego 2012     | Oberstdorf         | Heini-Klopfer-Skiflugschanze | HS-213             | ind.               | Martin Koch                                                                         | Daiki Itō                                                                           | Simon Ammann                                                                        |
| 19.                | 19 lutego 2012     | Oberstdorf         | Heini-Klopfer-Skiflugschanze | HS-213             | druż.              | Słowenia                                                                            | Austria                                                                             | Norwegia                                                                            |
| FIS Team Tour 2013 |                    |                    |                              |                    |                    |                                                                                     |                                                                                     |                                                                                     |
| 20.                | 9 lutego 2013      | Willingen          | Mühlenkopfschanze            | HS-145             | druż.              | Słowenia                                                                            | Norwegia                                                                            | Niemcy                                                                              |
| 21.                | 10 lutego 2013     | Willingen          | Mühlenkopfschanze            | HS-145             | ind.               | Konkurs odwołany z powodu niekorzystnych warunków atmosferycznych.                  | Konkurs odwołany z powodu niekorzystnych warunków atmosferycznych.                  | Konkurs odwołany z powodu niekorzystnych warunków atmosferycznych.                  |
| 22.                | 13 lutego 2013     | Klingenthal        | Vogtland Arena               | HS-140             | ind.               | Jaka Hvala                                                                          | Taku Takeuchi                                                                       | Gregor Schlierenzauer                                                               |
| 22.                | 16 lutego 2013     | Oberstdorf         | Heini-Klopfer-Skiflugschanze | HS-213             | ind.               | Richard Freitag                                                                     | Andreas Stjernen                                                                    | Gregor Schlierenzauer                                                               |
| 23.                | 17 lutego 2013     | Oberstdorf         | Heini-Klopfer-Skiflugschanze | HS-213             | druż.              | Norwegia                                                                            | Austria                                                                             | Słowenia                                                                            |

### Zwycięzcy w klasyfikacji generalnej
|      | Miejsca rozgrywania konkursów                             | 1. miejsce | 2. miejsce | 3. miejsce | Źródło |
| ---- | --------------------------------------------------------- | ---------- | ---------- | ---------- | ------ |
| 2009 | Willingen, Willingen, Klingenthal, Oberstdorf, Oberstdorf | Norwegia   | Austria    | Finlandia  | [ 7 ]  |
| 2010 | Oberstdorf, Oberstdorf, Klingenthal, Willingen, Willingen | Austria    | Norwegia   | Niemcy     | [ 8 ]  |
| 2011 | Willingen, Willingen, Klingenthal, Oberstdorf, Oberstdorf | Austria    | Norwegia   | Niemcy     | [ 9 ]  |
| 2012 | Willingen, Willingen, Oberstdorf, Oberstdorf              | Austria    | Norwegia   | Słowenia   | [ 10 ] |
| 2013 | Willingen, Klingenthal, Oberstdorf, Oberstdorf            | Norwegia   | Słowenia   | Austria    | [ 11 ] |

## Obiekty
Na skoczniach w Willingen i Oberstdorfie odbywały się po dwa konkursy (indywidualny i drużynowy), natomiast w Klingenthal jeden indywidualny. W 2012 roku w ramach FIS Team Tour zostały rozegrane cztery z pięciu konkursów, ponieważ zawody w Klingenthal zostały odwołane. 
|  | Nazwa skoczni         | Miasto      | Punkt konstrukcyjny | Wielkość skoczni |
|  | --------------------- | ----------- | ------------------- | ---------------- |
|  | Mühlenkopfschanze     | Willingen   | K-130               | HS 145           |
|  | Vogtland Arena        | Klingenthal | K-125               | HS 140           |
|  | im. Heiniego Klopfera | Oberstdorf  | K-185               | HS 213           |